# Каньон (Техас)
Каньон (англ. Canyon) — город в США, расположенный в северо-западной части штата Техас, административный центр округа Рандолл. По данным переписи за 2010 год число жителей составляло 13 303 человека, по оценке Бюро переписи США в 2016 году в городе проживало 15 138 человек. Каньон является частью метрополитенского ареала Амарилло.

## История
В 1887 году на территории, которую занимает нынешний город, поселился Линкольн Гай Коннер, который спустя два года основал поселение. Землянка Коннера служила как жилище, магазин и почтовое отделение. Бизнесмен Хаммонд предложил назвать город Каньон-Сити после того как Коннер отказался называть город в свою честь. В 1889 году был создан округ Рандолл и Каньон-Сити был выбран административным центром/ В 1890 года начался выпуск сразу нескольких газет: Echo, Keystone, Headlight и Battleship. В 1896 году в город была проведена телефонная линия из Амарилло.
В 1898 году в город была проведена железная дорога Pecos and Northern Texas Railway, Каньон-Сити стал крупным центром отправки скота и хлопка, получая взамен необходимые уголь и дерево. В 1906 году город принял устав, началось формирование органов местного самоуправления. В 1907 году из Плейнвью была проведена железнодорожная линия Santa Fe и необходимость в доставке почты дилижансами отпала. В следующем году был создан добровольный отряд по борьбе с пожарами, построены электростанция и фабрика по генерации льда. В 1908 году были проведены водоснабжение и канализация.
В 1910 году из Каньон-Сити во Флойдейду была проведена железная дорога Santa Fe’s Llano Estacado. В том же году открылся Нормальный колледж штата Западного Техаса (нынче Западный Техасский Университет A&M). В 1911 году город был переименован в Каньон. В 1921 году в городе была открыта штаб-квартира юго-западного отделения Американского легиона. К тому времени улицы Каньона были заасфальтированы и освещены, проведён природный газ из Амарилло, построены депо и новые здания младшей и старшей школ, методистской, баптистской и пресвитерианской церквей.
После Второй мировой войны экономика города зависела в основном от выращивания пшеницы, зерновых сорго, производства молочных продуктов, скотоводства и от доходов техасского университета A&M.

## География
Каньон находится в центральной части округа, его координаты: 33°10′55″ с. ш. 99°10′47″ з. д..
Согласно данным бюро переписи США, площадь города составляет около 17,9 км2, из которых примерно 17,8 км2 занято сушей, а менее 0,1 км2 — водная поверхность.

### Климат
Согласно классификации климатов Кёппена, в Каньоне преобладает семиаридный климат умеренных широт (BSk).
| Показатель                    | Янв.  | Фев.  | Март  | Апр. | Май  | Июнь | Июль | Авг. | Сен. | Окт. | Нояб. | Дек.  | Год   |
| ----------------------------- | ----- | ----- | ----- | ---- | ---- | ---- | ---- | ---- | ---- | ---- | ----- | ----- | ----- |
| Абсолютный максимум, °C       | 26,1  | 30    | 33,9  | 36,1 | 39,4 | 42,8 | 41,1 | 40   | 39,4 | 36,7 | 32,2  | 27,8  | 42,8  |
| Средний суточный максимум, °C | 11,8  | 14,1  | 18,4  | 23,3 | 27,8 | 32,2 | 33,4 | 32,4 | 29,1 | 24   | 16,9  | 12,3  | 22,9  |
| Средняя температура, °C       | 3,6   | 5,6   | 9,6   | 14,6 | 19,5 | 24,2 | 26   | 25,1 | 21,4 | 15,7 | 8,7   | 4,3   | 14,8  |
| Средний суточный минимум, °C  | −4,7  | −2,8  | 0,8   | 5,8  | 11,2 | 16,3 | 18,6 | 17,9 | 13,7 | 7,3  | 0,6   | −3,7  | 6,8   |
| Абсолютный минимум, °C        | −24,4 | −25,6 | −17,8 | −7,2 | −2,8 | 4,4  | 10,6 | 8,3  | −1,7 | −9,4 | −16,1 | −21,1 | −25,6 |
| Норма осадков, мм             | 14    | 13    | 23    | 31   | 68   | 77   | 62   | 74   | 53   | 47   | 19    | 15    | 495   |
| Источник: weatherbase.com     |       |       |       |      |      |      |      |      |      |      |       |       |       |

## Население
Согласно переписи населения 2010 года в городе проживало 13 303 человека, было 5185 домохозяйств и 2924 семьи. Расовый состав города: 88,5 % — белые, 2,4 % — афроамериканцы, 0,7 % — коренные жители США, 1,8 % — азиаты, 0,1 % (10 человек) — жители Гавайев или Океании, 4,7 % — другие расы, 2 % — две и более расы. Число испаноязычных жителей любых рас составило 15,7 %.
Из 5185 домохозяйств, в 29,6 % живут дети младше 18 лет. 42,5 % домохозяйств представляли собой совместно проживающие супружеские пары (19,8 % с детьми младше 18 лет), в 10,2 % домохозяйств женщины проживали без мужей, в 3,6 % домохозяйств мужчины проживали без жён, 43,6 % домохозяйств не являлись семьями. В 31,8 % домохозяйств проживал только один человек, 8,9 % составляли одинокие пожилые люди (старше 65 лет). Средний размер домохозяйства составлял 2,32. Средний размер семьи — 2,99 человека.
Население города по возрастному диапазону распределилось следующим образом: 31 % — жители младше 20 лет, 36,1 % находятся в возрасте от 20 до 39, 22,9 % — от 40 до 64, 10,1 % — 65 лет и старше. Средний возраст составляет 25,3 года.
Согласно данным опросов пяти лет с 2012 по 2016 годы, средний доход домохозяйства в Каньоне составляет 46 525 долларов США в год, средний доход семьи — 71 996 долларов. Доход на душу населения в городе составляет 24 213 долларов. Около 12,7 % семей и 20,3 % населения находятся за чертой бедности. В том числе 15,1 % в возрасте до 18 лет и 6,8 % в возрасте 65 и старше.

## Местное управление
Управление городом осуществляется городской комиссией, состоящей из пяти человек, в составе которой избираются мэр и заместитель мэра. Каждого члена комиссии избирает весь город целиком.
Другими важными должностями, на которые происходит наём сотрудников, являются:
- Сити-менеджер
- Заместитель сити-менеджера, финансовый директор

## Инфраструктура и транспорт
Основными автомагистралями, проходящими через Каньон, являются:
- межштатная автомагистраль I-27 США идёт с севера от Амарилло, на юг к Тулии.
- автомагистраль 60 США идёт с севера от Амарилло, на юго-запад к Херфорду.
- автомагистраль 87 США частично совпадает с I-27 идёт с севера от Амарилло, на юг к Тулии.
- автомагистраль 217 штата Техас начинается в Каньоне и идёт на восток к парку штата Пало-Дуро Каньон.

Ближайшим аэропортом, выполняющим коммерческие рейсы, является международный аэропорт Рика Хасбанда в Амарилло. Аэропорт находится примерно в 40 километрах к северо-востоку от Каньона.

## Образование
Город обслуживается независимым школьным округом Каньон.
В Каньоне располагается Западный Техасский университет A&M.

## Экономика
Согласно финансовому отчёту города за 2016 финансовый год, Каньон владел активами на $75,98 млн, долговые обязательства города составляли $25,96 млн. Доходы города в 2016 году составили $16,95 млн, а расходы — $15,56 млн.

## Отдых и развлечения
Рядом с городом находится второй по величине в США каньон Пало-Дуро, популярное туристическое место. В Каньоне находится музей истории Техасского выступа и Великих равнин.
C июня по август в городе играют уличный мюзикл «Техас», написанный лауреатом Пулитцеровской премии Полом Грином.